# Sultana (bebida)
La sultana es una bebida típica de la gastronomía boliviana a base de cáscara de café deshidratada.

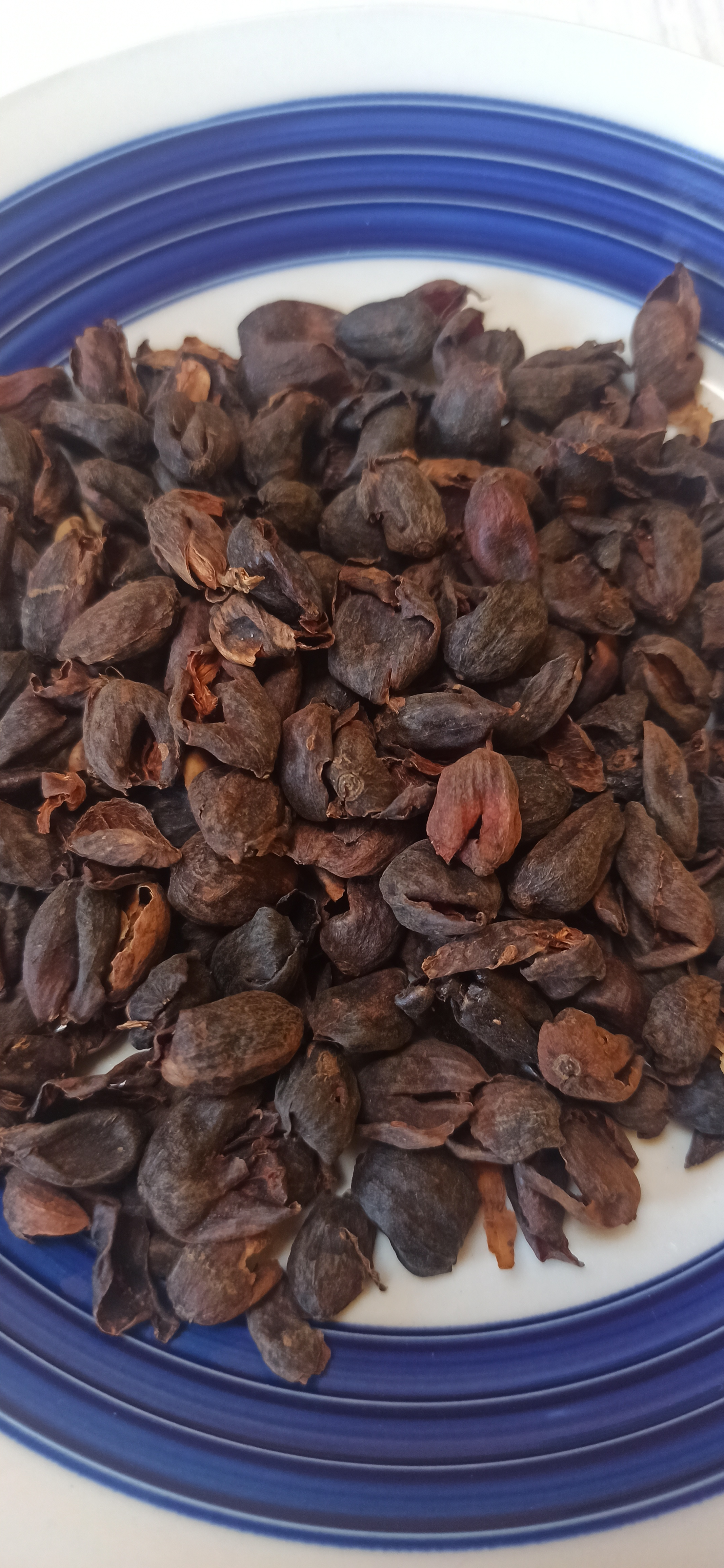
Sultana seca, antes de ser infusionada

## Características
La sultana es una infusión de la cáscara del café, la cual generalmente se considera desecho luego de pelar el café. En Bolivia, la sultana se consume caliente y se la suele preparar añadiéndole clavo de olor, canela, azúcar y limón.

## Historia
La sultana era considerada "café de pobres", dado que la consumían campesinos y agricultores, sobre todo productores de café en los Yungas en el departamento de La Paz. Sin embargo, actualmente se puede encontrar sultana en el área urbana, sobre todo en la ciudad de La Paz, tanto en mercados como en cafeterías reconocidas.